# James Frith (homme politique)
James Richard Frith (né le 23 avril 1977) est un homme politique britannique qui est député travailliste de Bury North de 2017 à 2019. Il est réélu en 2024.

## Jeunesse et carrière
Frith est né à Londres le 23 avril 1977 le fils de Richard Frith, qui est autrefois l'évêque de Hull et Hereford. Frith fait ses études à la Monkton Combe School et à la Taunton School, et étudie la politique et l'économie à l'Université métropolitaine de Manchester.
Frith est le chanteur principal du groupe de rock Finka, puis des Fusileers, se produisant dans tout le pays dans des salles et des festivals, dont Glastonbury,.
Il occupe plusieurs postes dans les secteurs public et privé. Au cours de la campagne électorale générale de 2005, Frith travaille comme directeur de campagne et de communication pour le Parti travailliste et de la députée Ruth Kelly, secrétaire d'État à l'Éducation.
Avant son élection au Parlement, Frith est PDG et fondateur de All Together, une entreprise sociale offrant des services d'éducation et d'orientation professionnelle aux jeunes pour les aider à trouver un emploi.

## Carrière politique
Lors de l'élection du conseil municipal de Bury en 2010, Frith se présente sans succès comme candidat du parti travailliste pour Elton Ward contre le conservateur sortant Michael Hankey. Frith se présente avec succès pour la deuxième fois à Elton Ward aux élections locales en 2011, remportant le siège vacant des conservateurs après que la titulaire Denise Bigg ne se soit pas représentée. Il devient le premier conseiller travailliste à représenter le quartier depuis 2002.
Frith siège au Comité des licences pendant son mandat de quatre ans en tant que conseiller et choisit de se présenter au Parlement plutôt que de chercher à être réélu comme conseiller.
Après avoir été sélectionné comme candidat du Parti travailliste à Bury North pour les élections générales de 2015, Frith perd contre le conservateur sortant David Nuttall par 378 voix. La circonscription connait un basculement de 2,1% des conservateurs aux travaillistes et une augmentation de 5,9% de la part des voix des travaillistes.
Il est présenté par les Young Fabians lors de la campagne des élections générales de 2015 pour une brochure sur les candidats parlementaires potentiels intitulée « Quinze pour 2015 ». Dans la brochure, Frith déclare "Je pense que [ Bair ] a fait plus pour les gens ordinaires et les familles que n'importe quel gouvernement depuis", mais ajoute que le New Labour "aurait dû aller plus loin et plus vite".
Frith contribue au livre de la Fabian Society « Never Again: Lessons from Labour's Key Seats » après sa défaite électorale, critiquant « l'échec de la direction à s'appuyer sur l'excellent bilan du Labour en matière d'entreprise et de compétences au sein du gouvernement en s'engageant correctement avec la communauté des affaires ».
Frith est de nouveau sélectionné pour se présenter comme candidat travailliste pour Bury North aux élections générales de 2017, contre Karen Danczuk.
Il est élu député de Bury North en 2017, battant le conservateur sortant David Nuttall avec une majorité de 4 375 voix. La circonscription connait un basculement de 5% des conservateurs aux travaillistes et une augmentation de 12,5% de la part des voix des travaillistes. Il prononce son premier discours le 19 juillet 2017 lors du débat sur les frais de scolarité .
En mai 2018, il est nommé Secrétaire parlementaire privé de John Healey, le secrétaire d'État fantôme au Logement.
Il édite un livre intitulé « New Brooms », publié par la Fabian Society en 2018, présentant une collection d'essais sur la réforme parlementaire rédigés par plusieurs députés travaillistes de la promotion 2017 .
En juillet 2019, Frith travaille aux côtés de UK Music pour organiser et mener un débat à Westminster Hall sur le déclin de la musique dans l'éducation, au cours duquel il exhorte le gouvernement à lutter contre la crise de la musique dans l'éducation.
Il perd son siège aux élections générales de 2019 contre James Daly, chef du groupe conservateur du Bury Council, par 105 voix et concède sa défaite après trois recomptages. Bury North connait un basculement de 4,7% des travaillistes vers les conservateurs et la part des voix des travaillistes diminue de 7,6% .
Dans un article d'opinion pour LabourList lors des élections à la direction du travail de 2020, Frith invite tous les candidats à visiter sa circonscription marginale pour mieux comprendre les sièges dont ils ont besoin pour gagner. Également dans l'article, il critique la campagne électorale générale de 2019 du parti pour avoir " envoyé des centaines de militants à des sièges conservateurs que nous n'avions aucun espoir de gagner " et met en garde contre la création d'un " manifeste auquel personne ne croit " .

## Vie privée
Son père est l'évêque anglican Richard Frith, ancien évêque de Hereford et évêque de Hull. Frith et son épouse Nikki sont résidents de Bury depuis 2009, où ils ont élevé leurs quatre enfants .